# Rosse kruiper
De rosse kruiper (Climacteris rufus) is een zangvogel uit de familie Climacteridae (Australische kruipers).

## Verspreiding en leefgebied
Deze vogel is endemisch in Australië, waar hij voorkomt van zuidwestelijk West-Australië tot zuidelijk-centraal  Zuid-Australië.

## Status
De grootte van de populatie is niet gekwantificeerd maar de soort wordt omschreven als plaatselijk algemeen. Op de Rode lijst van de IUCN heeft deze soort de status niet bedreigd.